# Constitutioneel referendum in Liberia (1927)
Het constitutioneel referendum in Liberia van 1927 werd op 3 mei van dat jaar gehouden en handelde over de samenstelling en verkiezing van het hooggerechtshof. Tot dan toe bestond het hooggerechtshof uit een opperrechter en twee rechters, maar het voornemen van de regering was dit aantal uit te breiden naar een opperrechter en vier rechters. Ten minste een grondwettelijk vereiste meerderheid van twee derde van de kiezers stemde in met het regeringsvoornemen.
Tegelijk met het referendum werden de presidents- en parlementsverkiezingen gehouden.

## Bron
- (en)  African Elections Database: 1927 Liberian Constitutional Referendum